# Gödeken
Gödeken es una localidad de la provincia de Santa Fe, del departamento Caseros. A 170 km de Rosario, a 299 de Santa Fe, siendo la ruta provincial 93 su principal vía de comunicación. Su ejido municipal se extiende también por el departamento General López.

## Historia
Domingo Funes le vende a Juan Gödeken, una fracción de campo sin existencia de caminos o algún tipo de asentamiento, llevando a suponer que Juan Gödeken se habría encargado del primer parcelamiento; y que los colonos llegados después limpiaron el campo y lo cultivaron, trazando además la mayoría de los caminos rurales.

## Población
Cuenta con 1,743 habitantes (Indec, 2010), lo que representa un incremento frente a los 1,707 habitantes (Indec, 2001) del censo anterior.
| Gráfica de evolución demográfica de Gödeken entre 1991 y 2010 |
|                                                               |
| Fuente: Censos nacionales del INDEC                           |

## Toponimia
El nombre del pueblo es en homenaje al colono alemán Juan Gödeken.

## Santo patrono
- San José. Festividad: 19 de marzo

## Creación de la comuna
- 26 de septiembre de 1891

## Biblioteca popular
- Biblioteca Popular Sarmiento N.º 3447: Es una asociación civil autónoma, creada por la vocación solidaria de un grupo de vecinos, dirigida y sostenida básicamente por sus socios, con el fin de brindar información, educación, recreación y animación sociocultural mediante una colección bibliográfica de carácter general y abierta a todo público.El 5 de julio de 1963 es la fecha de su fundación, y el 11 de octubre de 1995 es declarada popular y protegida por la Comisión Nacional de Bibliotecas Populares (CONABIP), con los beneficios de la ley 23351 y su reglamentación vigente asignándole el N.º de orden:3447.

## Escuelas de Educación Común y Adultos
- Jardín de infantes n.° 181, Juan Godeken
- Escuela provincial n.° 6184 Malvinas Argentinas.
- Centro de Alfabetización 289, 12
- Escuela Enseñanza Superior Orientada, n.° 378, Baldomero Fernández Moreno

## Personalidades
- Santiago Gentiletti, futbolista.
- Martín Tonso, futbolista.
- Oscar Víctor Trossero, futbolista (f. 1983).
- Alejo Véliz, futbolista.

## Entidades deportivas
- Club 25 de Mayo
- Club Social Deportivo Mutual Gödeken

## Parroquias de la Iglesia católica en Gödeken
| Diócesis  | Venado Tuerto |
| --------- | ------------- |
| Parroquia | San José      |